# Société française d'immunologie
La Société française d'immunologie (SFI) est une société savante fondée en 1966, spécialisée dans l'Immunologie, qui a vocation « d'encourager, de promouvoir et de réaliser toute action pouvant favoriser le développement de cette discipline. Elle se reconnaît une vocation pédagogique. ».
Son siège est à l'Institut Imagine à Paris.

## Histoire
Jusqu’en 1966, la plupart des problèmes scientifiques relevant de l’immunologie étaient abordés et discutés dans le cadre de la Société Française de Microbiologie, ou de la Société Française d’Hématologie ou encore de la Société Française d’Allergie.
Le grand développement de l’immunologie rendait nécessaire l’abord et la discussion des problèmes dans un cadre plus spécifique. C'est alors que pendant la décennie 1960, plusieurs sociétés nationales d'immunologie sont créées à travers l'Europe et l'Amérique.
En 1966, à l’initiative des Pr Pierre Grabar et Marcel Raynaud de l’Institut Pasteur, quelques immunologistes en grande partie pasteuriens, décidèrent de mettre sur pied la Société actuelle, issue de la section d’Immunologie créée un an plus tôt au sein de la Société Française de Microbiologie. Un bureau provisoire, puis une Assemblée Générale constitutive élaborèrent les Statuts qu’ils déposèrent à la Préfecture de Paris, cette même année.
Au départ la Société Française d’Immunologie regroupait les 76 membres fondateurs. En 1977, l’augmentation du nombre de Chercheurs en Immunologie, l’accroissement considérable des applications de l’immunologie rendent indispensable d’asseoir la Société Française d’Immunologique sur des bases juridiques nouvelles. La reconnaissance d’Utilité Publique fut publiée au Journal Officiel du 22 février 1978.
Quelques années plus tard, en 1971, elle était une des dix sociétés nationales fondatrices de l'Union Internationale des Sociétés d'Immunologie (IUIS), puis de la Fédération Européenne des Sociétés d’Immunologie (EFIS).

## Organisation de la société
La SFI est gérée par un conseil d'administration.
La permanence est assurée par le secrétariat.

### Liste des présidents
| Pierre Grabar            | 11 octobre 1966  | 15 janvier 1969  | Fondateur et premier président                                              |
| Marcel Raynaud           | 15 janvier 1969  | 22 avril 1971    | Ancien secrétaire général                                                   |
| Alain Bussard            | 22 avril 1971    | 25 avril 1974    | 1er Président de la Fédération Européenne des Sociétés d’Immunologie (EFIS) |
| Guy André Voisin         | 25 avril 1974    | 26 mai 1978      |                                                                             |
| Jean Dausset             | 26 mai 1978      | 27 mars 1981     | Prix Nobel de médecine en 1980                                              |
| André Capron             | 27 mars 1981     | 31 mai 1985      | Directeur de l'Institut Pasteur de Lille                                    |
| Maxime Seligmann         | 31 mai 1985      | 7 avril 1988     |                                                                             |
| Michel Fougereau         | 7 avril 1988     | 4 avril 1991     |                                                                             |
| Paul André Cazenave      | 4 avril 1991     | 31 mai 1994      |                                                                             |
| Jean Louis Preud’homme   | 31 mai 1994      | 26 novembre 1997 |                                                                             |
| Pierre Galanaud          | 26 novembre 1997 | 24 novembre 2000 |                                                                             |
| Catherine Sautès-Fridman | 24 novembre 2000 | 27 novembre 2003 |                                                                             |
| Alain Bernard            | 27 novembre 2003 | 7 septembre 2006 |                                                                             |
| Armand Bensussan         | 7 septembre 2006 | décembre 2009    |                                                                             |
| Roland Liblau            | janvier 2010     | décembre 2012    |                                                                             |
| Anne Hosmalin            | janvier 2013     | septembre 2015   |                                                                             |
| Hans Yssel               | septembre 2015   | septembre 2018   |                                                                             |
| Renato Monteiro          | septembre 2018   | novembre 2022    |                                                                             |
| Daniel Olive             | novembre 2022    |                  |                                                                             |

### Liste des secrétaires généraux
- Marcel Raynaud : 11 octobre 1966 – 15 janvier 1969
- Claude Lapresle : 15 janvier 1969 – 22 avril 1971
- Pierre Burtin : 22 avril 1971 – 25 avril 1974
- Stratis Avrameas : 25 avril 1974 – 9 mai 1975
- François Kourilsky : 9 mai 1975 – 10 juin 1977
- Jacques Pillot : 10 juin 1977 – 21 novembre 1980
- Pierre Burtin : 21 novembre 1980 – 5 mai 1983
- Joseph Alouf : 5 mai 1983 – 31 mai 1985
- Michel Kazatchkine : 31 mai 1985 – 7 avril 1988
- Jean François Delfraissy : 7 avril 1988 – 4 avril 1991
- Marc Daeron : 4 avril 1991 – 31 mai 1994
- Patrice Marche : 31 mai 1994 – 26 novembre 1996
- François Lemonnier : 26 novembre 1996 – 29 novembre 2000
- Jean Kaneloppoulos : 29 novembre 2000 – 27 novembre 2003
- Hans Yssel : 27 novembre 2003 – 25 novembre 2004
- Joel Pestel : 25 novembre 2004 – 27 novembre 2008
- Hans Yssel : 27 novembre 2008 – 20 décembre 2011
- Eliane Piaggio : 20 décembre 2011 – décembre 2012
- Sylvia Cohen-Kaminsky : janvier 2013 – décembre 2014
- Anne Caignard : janvier 2015 – décembre 2016
- Laetitia Gautreau-Roland : janvier 2017 – décembre 2019
- Julie Tabiasco : janvier 2020 – septembre 2023
- Dalil Hannani : mai 2024

### Liste des trésoriers
- André Eyquem : 11 octobre 1966 – 26 mai 1978
- Laurent Degos : 26 mai 1978 – 25 mars 1982
- Philippe Lagrange : 25 mars 1982 – 31 mai 1985
- Laurent Degos : 31 mai 1985 – 27 avril 1989
- Philippe Lagrange : 27 avril 1989 – 28 mai 1993
- Christian Boitard : 28 mai 1993 – 27 avril 1995
- Philippe Lagrange : 27 avril 1995 – 24 novembre 1999
- Paul Guglielmi : 24 novembre 1999 – 27 novembre 2002
- Antoine Toubert : 27 novembre 2002 – 7 septembre 2006
- Brigitte Autran : 7 septembre 2006 – 27 novembre 2008
- Paul Guglielmi : 27 novembre 2008 – 26 novembre 2010
- Jean-Luc Teillaud : 26 novembre 2010 – décembre 2014
- Paul Guglielmi : janvier 2015 – septembre 2018
- Aude Magerus : septembre 2018 – novembre 2022
- Laurence Ardouin Bataillé : janvier 2023

### Conseil d'administration
- Daniel Olive (Président)
- Laurence Ardouin-Bataille (Trésorière)
- Dalil Hannani (Secrétaire général)
- Emmanuelle Jouanguy (Coordinatrice scientifique)
- Nicolas Fazilleau (Coordinateur scientifique)
- Anne Astier
- Kamel Benlagha
- Mathieu Chevalier
- Fabienne Haspot
- Sandrine Henri
- Alice Koenig
- Jacques Nunes
- Christophe Paget
- Léa Rémy-Tourneur
- Marc Vocanson

### Autres membres
- Ivana Balter
- François Huetz
- Régis Josien
- Anne-Sophie Korganow
- Myriam Labalette
- Claude Leclerc
- Maria Leite de Moraes
- Bach-Nga Pham
- Abdelhadi Saoudi
- Delphine Sauce
- Claudine Schiff
- Véronique Witko-Sarsat

## Représentations
La SFI représente la France dans ses domaines de compétences auprès de :
- Le Comité Français des Unions Scientifiques (COFUSI) par son Comité National français d'Immunologie constitué par les membres de son Bureau.
- L'Union internationale des sociétés d'immunologie(IUIS) dont elle est membre fondateur.
- La Fédération Européenne des Sociétés d'Immunologie (EFIS) dont elle est membre fondateur.

La SFI est affiliée à FOCIS[Quoi ?]